# Đền Athena Nike

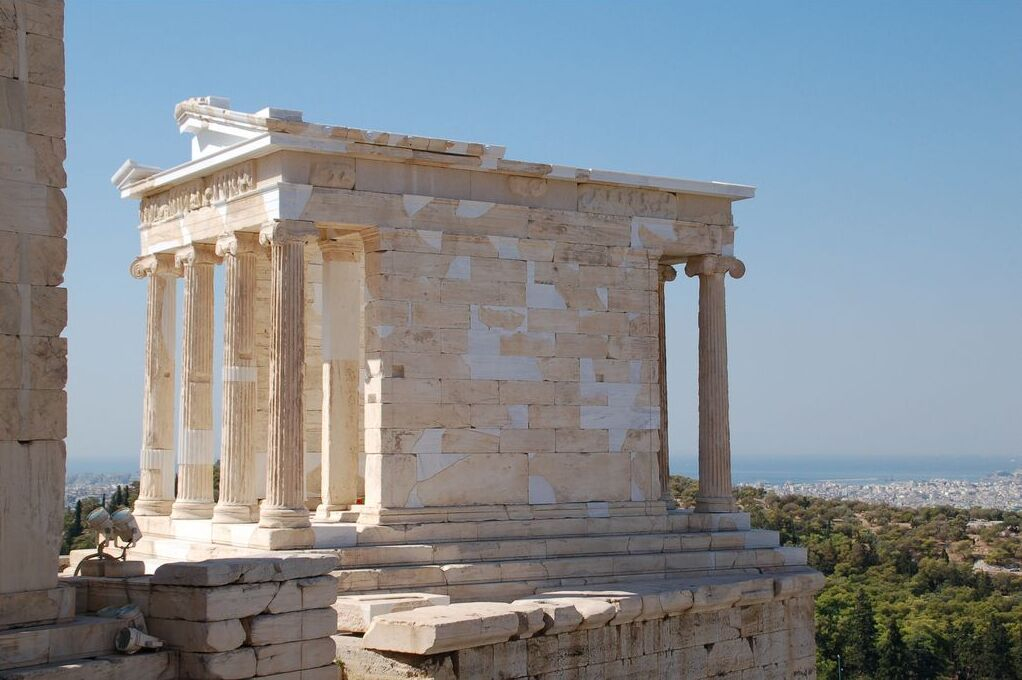
Đền Athena Nike.

Đền thuộc quần thể kiến trúc Acropolis nổi tiếng tại Hy Lạp, được lấy tên theo vị thần Athena Nike - vị thần tượng trưng cho sự khôn ngoan và chiến thắng. Đền còn có tên là đền "Nữ thần Chiến thắng không có cánh" như tên gọi của bức tượng đặt bên trong.

## Lịch sử
Nguyên thủy của đền là một ngôi đền nhỏ và đối diện về phía Đông với ngôi đền là một cái án thờ. Công trình kiến trúc này từng bị phá hủy bởi người Ba Tư vào năm 480 TCN cùng với phần còn lại của Acropolis, và chỉ được xây dựng lại vào năm 435 TCN.

## Kiến trúc

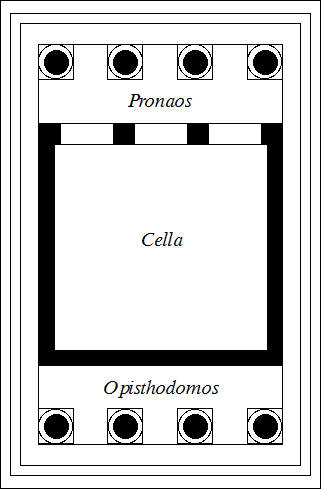
Mặt bằng đền

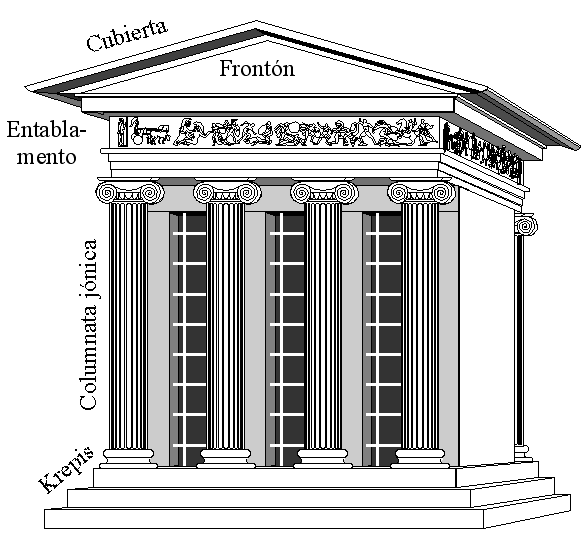
Hình vẽ phục chế đền Athena Nike

Ngôi đền nhỏ này có kích thước 5,54m x 8,3m. Ở hai mặt trước và sau đền có 4 cột thức Ioni. Phần đầu cột và trán trên cột đã đạt được sự hoàn hảo của điêu khắc và sự chuẩn mực về tỷ lệ kiến trúc. Đền được xây dựng theo thiết kế của kiến trúc sư Callicrates.